# Munashe Garananga
Munashe Peter Garananga (Harare, 18 gennaio 2001) è un calciatore zimbabwese, difensore del Copenaghen.

## Carriera

### Club
Trascorse le giovanili nella Academy Prince Eduard, nel 2016 si trasferisce in Sudafrica, vestendo fino al 2022 la maglia dell'Ubuntu Cape Town
Nel 2022 si trasferisce alla formazione bielorussa della Dinamo Brėst, giocando da titolare per tutta la stagione.
Il 13 febbraio 2023, firma per lo Sheriff Tiraspol, formazione della prima divisione moldava, con la quale gioca anche 4 partite in Conference League.

### Nazionale
Nel 2023 ha esordito in nazionale.

## Palmarès

### Club

#### Competizioni nazionali
- Campionato moldavo: 1

Sheriff Tiraspol: 2022-2023
- Coppa di Moldavia: 1

Sheriff Tiraspol: 2022-2023
- Campionato danese: 1

Copenhagen: 2024-2025
- Coppa di Danimarca: 1

Copenhagen: 2024-2025